# 乌兰苏海组
乌兰苏海组是位于中国内蒙古额济纳旗巴丹吉林沙漠一带的上白垩世地层，1986年由内蒙古第一区域地质调查大队命名。该地层以砖红、橘黄、灰绿色的砂岩、粉砂岩、粉砂质泥岩、泥岩、底砾岩为主，间夹石膏、泥砂质灰岩等。